# Чалька
Чалька (в верхнем течении Ключи) — река в Смоленской области России.
Протекает по территории Гагаринского и Тёмкинского районов. Исток — у деревни Ломки, впадает в реку Ворю (бассейн Угры) в 80 км от её устья по правому берегу. Длина реки составляет 18 км, площадь водосборного бассейна — 67,2 км².
Вдоль течения реки расположены населённые пункты Покровского и Батюшковского сельских поселений — деревни Ломки, Скалябино, Слобода, Юртово и Чаль.

## Данные водного реестра
По данным государственного водного реестра России относится к Окскому бассейновому округу, водохозяйственный участок реки — Угра от истока и до устья, речной подбассейн реки — Бассейны притоков Оки до впадения Мокши. Речной бассейн реки — Ока.
Код объекта в государственном водном реестре — 09010100412110000021023.